# Wahiba Belghandi
Wahiba Belghandi, née le 3 juin 1977, est une haltérophile algérienne.

## Carrière
Aux Jeux méditerranéens de 2001, Wahiba Belghandi est médaillée de bronze à l'arraché et à l'épaulé-jeté dans la catégorie des moins de 58 kg.
Elle est médaillée de bronze au total dans la catégorie des moins de 58 kg aux Jeux africains de 2003 à Abuja.
Aux Championnats d'Afrique d'haltérophilie 2004 à Tunis, elle est médaillée d'argent à l'arraché, à l'épaulé-jeté et au total dans la catégorie des moins de 58 kg.